# 유리 마티야세비치

유리 마티야세비치(러시아어: Ю́рий Влади́мирович Матиясе́вич, 1947년 3월 2일 - )는 러시아의 수학자이다. 박사학위 논문에서 힐베르트의 열번째 문제가 해결 불가능함을 증명하였다.